# Żuawi amerykańscy

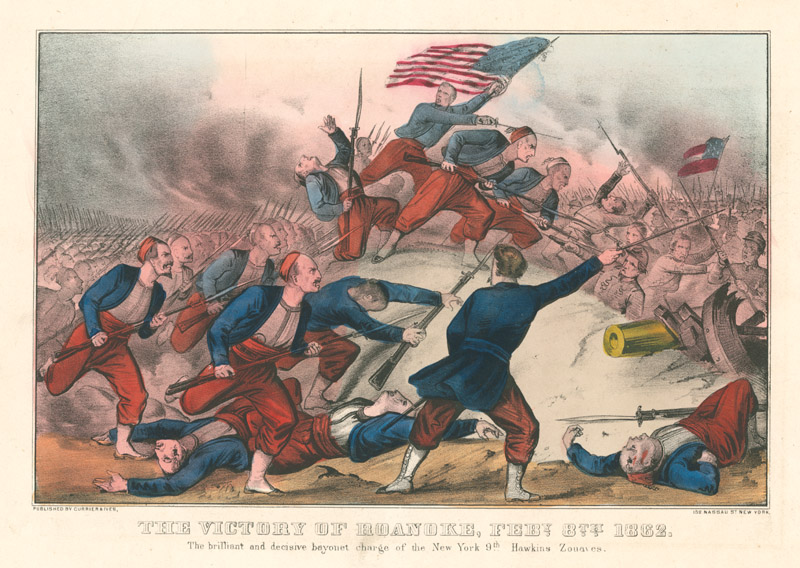
Żuawi z 9th New York Infantry Regiment w czasie bitwy pod Roanoke Island

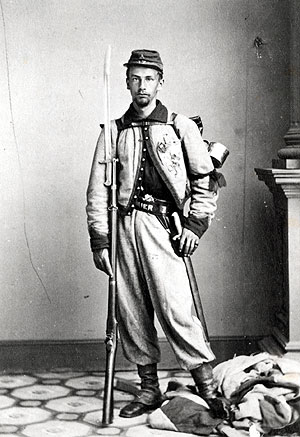
Żuaw z 11th New York Infantry Regiment

Żuawi amerykańscy – ochotnicze oddziały lekkiej piechoty walczące podczas wojny secesyjnej zarówno po stronie Unii (70 regimentów), jak i Konfederacji (25 regimentów). W latach 1870–1880 oddziały żuawów Unii zostały przekształcone w Gwardię Narodową. Weterani żuawów wzięli udział w wojnie amerykańsko-hiszpańskiej z 1898.
Najbardziej znanymi oddziałami żuawów Unii były:
- 5 Nowojorski Ochotniczy Regiment Piechoty „Żuawi Duryée’ja” (płk Abram Duryee),
- 11 Nowojorski Ochotniczy Regiment Piechoty „Żuawi Ogień” (płk Elmer E. Ellsworth),
- 165 Nowojorski Ochotniczy Regiment Żuawów,
- 10 Nowojorski Regiment Piechoty „Narodowi Żuawi”,
- 72 Pensylwański Regiment Żuawów (jazda).

Żuawi Unii wzięli udział w:
- I bitwie nad Bull Run (21 lipca 1861 r. – Fire Zouaves;
- bitwie pod Chancellorsville (30 kwietnia – 6 maja 1863)
- II bitwie nad Bull Run (28–30 sierpnia 1862) – Duryée’s Zouaves oraz 10th New York „National Zouaves”.

Najbardziej znanymi oddziałami żuawów Konfederacji był 55 Regiment Piechoty Wirginii (zwany lekką Dywizją: „Light Division”), który wziął udział w bitwie siedmiodniowej, II bitwie nad Bull Run, I bitwie pod Fredericksburgiem, bitwie pod Chancellorsville oraz w bitwie pod Gettysburgiem. Ponadto jako odwód wziął udział w obronie Richmond i Petersburga.

## Umundurowanie i uzbrojenie
Żołnierze żuawich regimentów nosili fezy z frędzlem koloru żółtego, niebieskiego, zielonego lub żółtego albo czerwonego. Krótkie kurtki, które niekiedy nie miały guzików, oraz luźne spodnie. Żuawi Unii co do zasady umundurowani byli w kolorze granatowym, natomiast Konfederacji najczęściej w kolorze szarym.
Mundury żuawów, idealne do gorącego terenu Afryki Północnej, źle spisywały się w warunkach Ameryki Północnej, gdyż w odróżnieniu od odzieży wełnianej nie zapewniały dostatecznej ochrony przed zimnem.

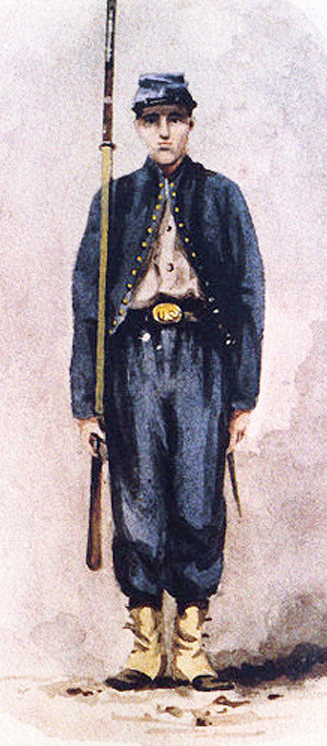
Żuaw z 95th Regiment, Pennsylvania Volunteers, Gosline's Zouaves

Zarówno żuawi Unii, jak i Konfederacji uzbrojeni byli w karabiny Pattern 1853 Enfield, które podczas wojny wypierane były przez karabin Springfield Model 1861. Żuawi Unii od 1863 uzbrojeni byli w karabiny powtarzalne konstrukcji Christophera Minera Spencera. Pierwszy raz zostały użyte w bitwie o przełęcz Hoovera (24–26 czerwca 1863).